# Ostrówek (Chróścice)
Ostrówek – przysiółek wsi Chróścice w Polsce położony w województwie opolskim, w powiecie opolskim, w gminie Dobrzeń Wielki.
W latach 1975–1998 przysiółek położony był w „starym” województwie opolskim.